# Stanislav Kravchuk
Stanisalv Mykhailovych Kravchuk (en ukrainien : Станіслав Михайлович Кравчук) né le 25 septembre 1978 à Tchirtchik en RSS d'Ouzbékistan est un skieur acrobatique ukrainien spécialisé dans le saut acrobatique. Il a participé à quatre éditions des Jeux olympiques entre 1998 et 2010. Il a également remporté deux concours de Coupe du monde durant sa carrière, à Deer Valley en 2008 et à Minsk en 2012.

## Palmarès

### Jeux olympiques d'hiver
| Épreuve / Édition | Nagano 1998 | Salt Lake City 2002 | Turin 2006 | Vancouver 2010 |
| Saut              | 9e          | 5e                  | 13e        | 19e            |

### Championnats du monde
- 7 participations de 1997 à 2011
- Meilleur résultat : 5e à Deer Valley en 2003.

### Coupe du monde
- Meilleur classement général : 9e en 2008.
- Meilleur classement en saut acrobatique : 4e en 2008.
- 12 podiums dont 2 victoires.